# Acanthodelta arabella
Acanthodelta arabella är en fjärilsart som beskrevs av Felix Bryk 1915. Acanthodelta arabella ingår i släktet Acanthodelta och familjen nattflyn. Inga underarter finns listade i Catalogue of Life.